# 加藤向陽
加藤 向陽（かとう こうよう、1995年1月20日 - ）は、NHKのアナウンサー。

## 人物
東京都出身。京都外大西高等学校、同志社大学文学部哲学科卒業後、2020年入局。鳥取放送局に配属。

## 嗜好・挿話
- 学生時代は3年間休学して、浅草で人力車の車夫に従事していた。足腰に負担がかかり先輩の車夫達が辞めていくのを見て、生涯の仕事とする方針を改め、復学して就職活動を始めた[4][5]。
- 鳥取市で脳が残された状態で出土した人骨から弥生人の顔が復元された際、SNS上から「そっくりだ」という声が上がった[6]。

## 現在の担当番組
- 歴史探偵（探偵=レポーター）（2022年4月20日 - ）[7]
- 上方演芸会（司会）（2023年度 - ）
- 関西のニュース

## 過去の担当番組
鳥取放送局時代（2020年度 - 2021年度）
- どーも、NHK（2020年6月7日：新人お披露目）
- 鳥取県のニュース・中継・リポート
- とっとりニュース845
- さんいんスペシャル

大阪放送局時代（2022年度 - ）
- 高専ロボコン「近畿地区大会」 - 実況
  - 2022（2022年11月13日）
  - 2023（2023年11月23日）
- 令和6年能登半島地震の緊急対応による金沢放送局への応援派遣
  - 能登半島地震 ライフライン情報（2024年2月11日 - 12日：全国放送） - 珠洲市から中継リポート
  - 能登半島地震石川県のニュース・ライフライン情報（18時5分台、2024年2月11日） - 珠洲市からリポート
  - 能登半島地震石川県のニュース・ライフライン情報（11時台、2024年2月12日） - 珠洲市から中継リポート
  - 能登半島地震石川県のニュース・ライフライン情報、正午のニュース（2024年2月13日） - 金沢市から中継リポート